# Košarkaška liga Herceg-Bosne
Košarkaška liga Herceg-Bosne (službeni naziv: Liga  Košarkaškog saveza Herceg-Bosne) predstavlja drugi ligaški rang košarkaških natjecanja u BiH, na područjima koja nastanjuju Hrvati. Isprva je djelovala je kao košarkaško ligaško natjecanje za klubove bosanskohercegovačkih Hrvata u Bosni i Hercegovini za vrijeme rata u toj zemlji i poslijeraća. Utemeljena je 1993. godine, a ligu organizira Košarkaški savez Hrvatske Republike Herceg-Bosne. Za to vrijeme, košarkaška natjecanja bila su podijeljena po narodnosnoj osnovi, tako da su u Bosni i Hercegovini Hrvati, Bošnjaci i Srbi svaki za sebe igrali svoje nacionalne lige. Međunarodna košarkaška federacija priznavala je samo rezultate bošnjačke košarkaške lige. 
Godine 2002. stvoreno je Košarkaško prvenstvo Bosne i Hercegovine, a nacionalne lige su nastavile postojati, ali kao druge lige. Tako pobjednik Košarkaške lige Herceg-Bosne ulazi u Košarkaško prvenstvo Bosne i Hercegovine s jednim srpskim i bošnjačkim košarkaškim klubom.

## Prvaci Lige KS Herceg-Bosne
- 1993./94. –  HKK Čapljina
- 1994./95. –  HKK Brotnjo
- 1995./96. –  HKK Brotnjo
- 1996./97. –  HKK Brotnjo
- 1997./98. –  HKK Široki
- 1998./99. –  HKK Brotnjo
- 1999./00. –  HKK Brotnjo
- 2000./01. –  HKK Široki
- 2001./02. –  HKK Široki
- 2002./03. –  HKK Ljubuški (sjever), HKK Rama (jug)
- 2003./04. –  HKK Odžak (sjever), HKK Zrinjski Mostar (jug)
- 2004./05. –  HKK Grude
- 2005./06. –  HKK Brotnjo
- 2006./07. –  HKK Čapljina
- 2007./08. –  HKK Vitez
- 2008./09. –  HKK Čapljina
- 2009./10. –  HKK Brotnjo
- 2010./11. –  HKK Grude
- 2011./12. –  HKK Posušje
- 2012./13. –  HKK Brotnjo
- 2013./14. –  HKK Vitez
- 2014./15. –  SKK Student Mostar
- 2015./16. –  KK Posušje
- 2016./17. –  SKK Student Mostar
- 2017./18. –  HKK Grude
- 2018./19. –  HKK Čapljina
- 2019./20. –  prekinuto
- 2020./21. –  HKK Posušje
- 2021./22. –  HKK Grude[1]
- 2022./23. –  HKK Rama[2]

## Klubovi u sezoni 2023./24.
| Klub     | Grad          |
| -------- | ------------- |
| Brotnjo  | Čitluk        |
| Busovača | Busovača      |
| Čapljina | Čapljina      |
| Grude    | Grude         |
| Mostar   | Mostar        |
| Rama     | Prozor-Rama   |
| Široki   | Široki Brijeg |
| Tomislav | Tomislavgrad  |
| Troglav  | Livno         |
| Prvi koš | Vitez         |

## Vanjske poveznice
- KSHB.ba, Košarkaški savez Herceg-Bosne